# 大竹駅

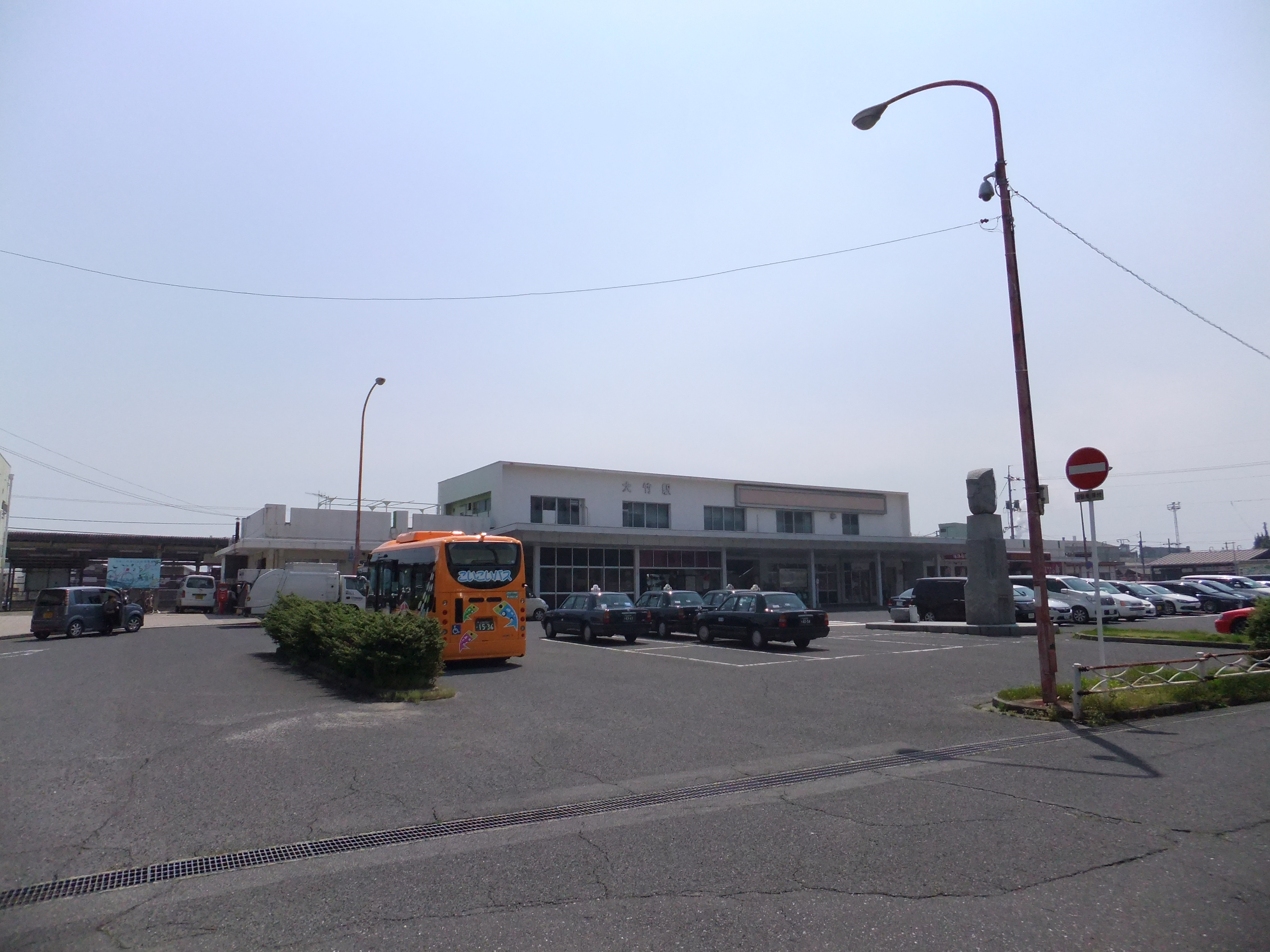
旧駅舎（2012年5月）

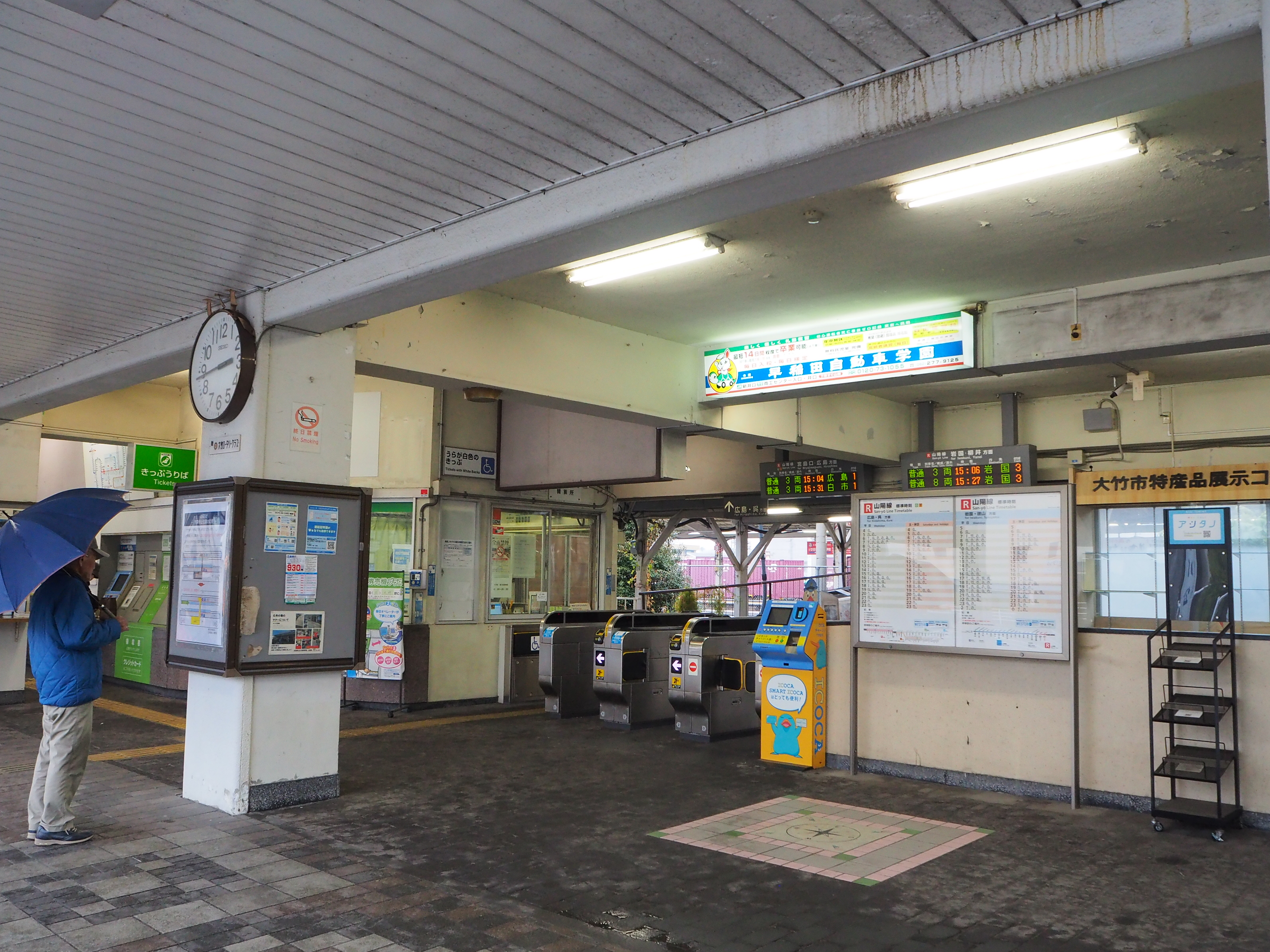
旧駅舎改札口（2023年2月）

大竹駅（おおたけえき）は、広島県大竹市新町一丁目にある、西日本旅客鉄道（JR西日本）・日本貨物鉄道（JR貨物）山陽本線の駅である。駅番号はJR-R14。
広島県の最西端かつ最南端の駅である。

## 歴史
- 1897年（明治30年）9月25日：山陽鉄道広島駅 - 徳山駅間延伸時に開設[1]。旅客・貨物取扱開始[1]。
- 1906年（明治39年）12月1日：山陽鉄道国有化、官営鉄道の駅となる[1]。
- 1909年（明治42年）10月12日：線路名称制定、山陽本線所属となる。
- 1940年（昭和15年）：駅舎改築（木造平屋）[3]。
- 1947年（昭和22年）12月5日：昭和天皇の戦後巡幸。大竹駅 - 宮島口駅間でお召し列車が運行[4]。
- 1972年 (昭和47年) 3月15日：一部特急列車が当駅に停車。
- 1974年（昭和49年）2月5日：駅舎改築、鉄筋一部2階建てとなる[3]。みどりの窓口営業開始[3][5]。
- 1975年（昭和50年）3月10日：山陽新幹線博多延伸に伴うダイヤ改正に伴い、当駅に停車する特急・急行列車消滅。優等列車廃止代替として設定された呉 - 岩国や広島 - 徳山以西の快速列車が当駅に停車。
- 1980年（昭和55年）10月1日：ダイヤ改正に伴い、当駅に停車する夜行列車消滅。それまでは岩国発鳥取行（広島から急行「ちどり」）が当駅停車最後の夜行列車として残存していた。
- 1985年（昭和60年）3月14日：荷物扱い廃止[1]。
- 1987年（昭和62年）4月1日：国鉄分割民営化に伴い、西日本旅客鉄道（JR西日本）・日本貨物鉄道（JR貨物）の駅となる[1]。
- 1998年（平成10年）3月14日：ダイヤ改正に伴い、快速列車（現・「通勤ライナー」）停車駅となる。
- 2007年（平成19年）
  - 9月1日：ICカード「ICOCA」が利用可能となる。
- 2008年（平成20年）
  - 1月7日：当駅構内でコンテナ車同士の衝突事故発生[注釈 1]。
  - 3月15日：ダイヤ改正に伴い、快速「シティライナー」の停車駅となる。
- 2012年（平成24年）3月9日：これまでの電照幕式発車標に代わり、LED式発車標使用開始。
- 2014年（平成26年）6月11日：当駅構内で踏切無遮断事故発生[注釈 2][6][7]。
- 2016年（平成28年）3月26日：一旦廃止されていた快速「シティライナー」が、ダイヤ改正で土休日のみ再設定（停車駅は前回設定と大きく異なる）され、当駅はその停車駅となる。この「シティライナー」は2018年7月豪雨で休止→廃止となったが、2020年3月14日ダイヤ改正で復活することとなった。
- 2023年（令和5年）
  - 2月18日：みどりの窓口営業終了[2]。
  - 2月19日：橋上駅舎使用開始。自由通路、みどりの券売機プラス使用開始[2][8]。東口が開設[8]。

## 駅構造

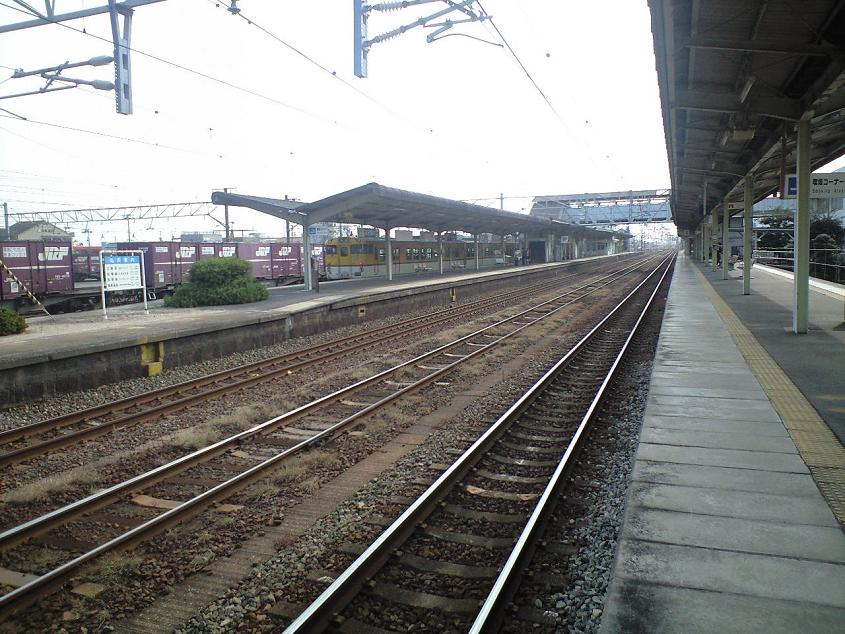
上りホームより下り（岩国方面）ホームを望む（2007年12月）

単式・島式ホーム複合型2面3線を有する地上駅。橋上駅を備える。橋上駅舎化前は、駅舎は単式1番のりば側にあり、両ホームは跨線橋で連絡している。
業務委託駅（JR西日本中国交通サービス受託）であり、みどりの券売機プラスが設置されている。ICOCA利用可能駅（相互利用可能ICカードはICOCAの項を参照）。
過去には駅そば店の営業がコンコース内に存在した。現在はセブン-イレブン ハートインの営業がある。

### のりば
| のりば | 路線                   | 方向                   | 行先                   |
| ------ | ---------------------- | ---------------------- | ---------------------- |
| 1      | 山陽本線               | 上り                   | 宮島口・広島方面       |
| 3      | 山陽本線               | 下り                   | 岩国・柳井方面         |
| 4      | （貨物列車専用ホーム） | （貨物列車専用ホーム） | （貨物列車専用ホーム） |

付記事項
- 1番線と3番線の間にホームの無い中線（2番線）があり、上り貨物列車が発着する。
- 4番線外側・本駅東側には貨物線がある。
- 自動券売機は2台設置（ICOCA及び高額紙幣対応1台、みどりの券売機（MV）1台）
- 改札上には電照幕式発車案内があり、1時間分毎の列車の時刻が印刷されていた。この電照幕式発車標は長く使用された後、LED式に切替えられた。

## 貨物駅
JR貨物の貨物駅は、旅客駅北側及び東側の2ヶ所に分かれている。
取扱貨物
- コンテナ貨物
  - 旅客駅北側地区（上り線側）で、山陽本線西側沿いに南北に伸びる細長い広大な敷地に、12 ftコンテナ、20・30 ft大型コンテナ、20・40 ftのISO規格海上コンテナを取扱う。これはJR貨物で取扱うことが出来る全種類のコンテナである。また旅客駅の山陽本線を挟んだ東側沿い（下り線側）に小規模ながら、12 ftを扱っている。
- 車扱貨物
  - 旅客駅の山陽本線を挟んだ東側沿いで、化学薬品を取扱う。
- 産業廃棄物・特別産業廃棄物取扱許可を得ている。

駅構造
- 上下線共に各1面のコンテナホームと、それに付属する各1本の荷役線、その他数本の側線を有する。
- 営業窓口であるJR貨物大竹営業支店及び、荷役担当の日本通運大竹支店を、上り線側のコンテナホーム南端側入り口に併設する。
- ダイセルのタンク車用荷役線があり、同社大竹工場の化学薬品の出入荷を行っている。かつては当駅→新井駅間でプロピオン酸輸送が、新井駅→当駅間でパラアルデヒド、酢酸ビニル輸送が行われていた。
- 以前は、三井化学岩国大竹工場へ専用線が続いていたが、タンク車による化学薬品輸送がタンクコンテナによる輸送に切替わったことにより2000年（平成12年）頃に廃止となった。そこから分岐し、興亜石油（現・ENEOS）麻里布製油所へ続く専用線も存在し石油出荷に使用されていたが、1980年代に廃止されている。

## 利用状況
「広島県統計年鑑」及び「大竹市統計書」によると、近年の1日平均乗車人員の推移は以下の通り。
| 年度               | 1日平均 乗車人員 |
| ------------------ | ---------------- |
| 1987年（昭和62年） | 6,346            |
| 1988年（昭和63年） | 6,468            |
| 1989年（平成元年） | 6,402            |
| 1990年（平成02年） | 6,534            |
| 1991年（平成03年） | 6,522            |
| 1992年（平成04年） | 6,376            |
| 1993年（平成05年） | 6,333            |
| 1994年（平成06年） | 6,176            |
| 1995年（平成07年） | 6,091            |
| 1996年（平成08年） | 5,935            |
| 1997年（平成09年） | 5,569            |
| 1998年（平成10年） | 5,366            |
| 1999年（平成11年） | 5,245            |
| 2000年（平成12年） | 5,130            |
| 2001年（平成13年） | 4,959            |
| 2002年（平成14年） | 4,855            |
| 2003年（平成15年） | 4,763            |
| 2004年（平成16年） | 4,669            |
| 2005年（平成17年） | 4,552            |
| 2006年（平成18年） | 4,470            |
| 2007年（平成19年） | 4,387            |
| 2008年（平成20年） | 3,925            |
| 2009年（平成21年） | 3,718            |
| 2010年（平成22年） | 3,616            |
| 2011年（平成23年） | 3,509            |
| 2012年（平成24年） | 3,462            |
| 2013年（平成25年） | 3,427            |
| 2014年（平成26年） | 3,337            |
| 2015年（平成27年） | 3,396            |
| 2016年（平成28年） | 3,407            |
| 2017年（平成29年） | 3,374            |
| 2018年（平成30年） | 3,317            |
| 2019年（令和元年） | 3,279            |
| 2020年（令和02年） | 2,680            |
| 2021年（令和03年） | 2,574            |

## 駅周辺
- 三井化学岩国大竹工場
- 三井デュポンポリケミカル大竹工場
- 三菱ケミカル大竹事業所
- ダイセル大竹工場
- ENEOS麻里布製油所
- 日本製紙大竹工場
- 広島県立大竹高等学校
- 大竹市立大竹中学校
- 大竹市立大竹小学校
- すみれ洋裁専門学校
- 大竹郵便局
- 大竹簡易裁判所
- 大竹警察署
- ハローワーク大竹
- 国道2号

## 隣の駅
西日本旅客鉄道（JR西日本）
 山陽本線
■快速「通勤ライナー」（平日朝上りのみ運転）
宮島口駅 (JR-R10) ← 大竹駅 (JR-R14) ← 岩国駅 (JR-R16)
■快速「シティライナー」（土休日のみ運転）・■普通（呉線内で快速となる列車含む）
玖波駅 (JR-R13) - 大竹駅 (JR-R14) - 和木駅 (JR-R15)